# Municipalité (Salvador)
Pour les articles homonymes, voir Municipalité et Municipio.
La municipalité (en espagnol : municipio), au Salvador, correspond à la division administrative de deuxième niveau de la République du Salvador qui divise ses départements. Le Salvador comprend 44 municipalités.
Le Code municipal promulgué le 31 janvier 1986 qui réglemente les municipalités établit le municipio comme l'unité primaire d'administration politique dans l'organisation de l'État, établie sur un territoire déterminé qui lui appartient, avec une autonomie politique.
L'Assemblée législative, sur proposition du président Nayib Bukele, vote la réduction du nombre de municipalités de 262 à 44 en 2023. La réforme devient effective le 1er mai 2024. Les 262 municipalités deviennent autant de districts, une division administrative de troisième niveau. 

Les 262 municipalités salvadoriennes (jusqu'au 2024-05-01).

## Histoire

### Colonie
San Salvador, fondée en 1525 par Pedro de Alvarado, est la première municipalité établie en Amérique centrale. Les Espagnols organisent les cabildos et les ayuntamientos dans les villes.

### Après l'indépendance
Dans la première Constitution de l'État du Salvador, les limites de chaque municipalité sont établies. Le 4 septembre 1832, le règlement des gouverneurs politiques, des municipalités et des maires est émis. Ce règlement établit les limites et les compétences des départements et réglemente les municipalités et les fonctions des maires. Selon le règlement, les conseils municipaux sont organisés selon les critères suivants :
| Habitants    | Alcade(s) | Regidores | Sindic(s) |
| ------------ | --------- | --------- | --------- |
| 200 à 500    | 1         | 2         | 1         |
| 1000 à 2000  | 2         | 6         | 2         |
| 2000 à 4000  | 2         | 8         | 2         |
| 4000 et plus | 3         | 8         | 2         |

Pour devenir membre du conseil municipal, les conditions requises sont : disposer de la citoyenneté, être âgé de 25 ans, d'être de « moralité connue », et être voisin du territoire ou de la région de la commune. Les municipalités désignées comme capitales de partidos (districts) doivent établir des Juntas de sanidad (conseils d'assainissement) composées du premier Alcalde, du prêtre paroissial, d'un Regidor, de personnes formées ou pratiquant la médecine ou la chirurgie et d'un voisin nommé par le conseil municipal. La municipalité est chargée des statistiques et des travaux publics de sa juridiction.
Le 9 décembre 1854, le gouvernement décrète divers changements dans la gouvernance des municipalités. Le nombre de membres des conseils municipaux est ainsi réformé de la manière suivante : il y aurait 1 alcalde et 1 síndico pour chaque population et le nombre de regidores serait déterminé selon les critères suivants : 
- 1 régidor dans les populations ne dépassant pas 3000 habitants.
- 3 regidores dans des populations de 3 000 à 10 000 habitants.
- 5 regidores dans les populations de plus de 10 000 habitants.

Ce décret établit également le Juzgado de Paz (justice de paix) qui sépare les affaires judiciaires du gouvernement politique des municipalités. Ceux-ci sont établis selon les critères suivants : 
- 1 Juez de Paz propriétaire, et 1 auxiliaire pour les populations disposant d'un 1 ou 3 regidores.
- 2 Jueces de Paz propriétaires et 2 auxiliaires pour les populations disposant de 5 regidores.

Le 12 novembre 1861, le gouvernement du président Gerardo Barrios décrète le Reglamento de Gobernadores, Jefes de Partido, Concejos Municipales, Alcaldes y Jueces de Paz . Ce règlement a pour but de remédier aux confusions causées par les lois diverses et variées émises pour définir la réglementation des municipalités, de réglementer les attributions des Jefes de Partido (chefs de district) et d'assurer la collecte et l'investissement légal des fonds municipaux.
Le 15 février 1866, sous l'administration du président Francisco Dueñas, la Chambre des sénateurs publie le Código Político y Municipal (Code politique et municipal) qui entre en vigueur après sa publication dans le journal officiel El Constitucional le 4 avril 1867. Ce code remplace le Règlement de 1861 jugé en désaccord avec les lois qui assuraient l'indépendance des fonctionnaires municipaux et judiciaires et contenait « des dispositions trop compliquées et impraticables dans la gestion et le décompte des fonds communaux ». Selon le Code, les conseils municipaux étaient proportionnés avec 1 Alcalde et 1 Síndico avec :
- 2 Regidores et 1 Juez de Paz propriétaire avec 1 auxiliaire dans les populations de 200 à 2000 habitants.
- 4 Regidores et 2 Jueces de Paz propriétaires avec 2 auxiliaires dans des populations de plus de 2000 habitants.

La Constitution de 1886 établit le caractère d'élections populaires dans le gouvernement municipal. Le 8 mai 1897, l'Assemblée nationale vote la loi du Pouvoir municipal qui est cependant sanctionnée par le bureau exécutif le 16 mai. Le 28 avril 1908, une autre loi de la branche municipale est publiée. La Constitution de 1939 adopte l'élection des gouvernements locaux au bureau exécutif, mais dans les réformes constitutionnelles de 1945 et dans la Constitution de 1950, l'autonomie politique est rendue aux municipalités.
Le 1er juin 2023, le président Nayib Bukele propose de transformer les 262 municipalités en autant de districts, une entité territoriale de troisième niveau. Le nombre de municipalités est réduit à 44,. Le 13 juin suivant, l'Assemblée législative, dominée par le parti de Bukele, adopte la loi mettant en œuvre ces changements qui deviennent effectifs le 1er mai 2024. Les nouveaux districts sont représentés au conseil municipal de la nouvelle municipalité par un directeur, qui ne bénéficie pas nécessairement d'un droit de vote. 

## Conditions requises pour créer une commune
Selon le chapitre I, titre IV du code municipal, les conditions requises pour la création d'une municipalité sont :
1. Une population de pas moins de 50 000 habitants.
2. Un territoire déterminé.
3. Une agglomération de pas moins de 20 000 habitants, qui servira de siège à ses autorités.
4. La possibilité de ressources suffisantes pour assister aux frais de gouvernement, d'administration et de présentation des services publics essentiels.
5. Conformité avec les plans de développement national.

La création, la fusion ou l'incorporation de municipalités relève de l'Assemblée législative.

## Gouvernement
Le gouvernement municipal est exercé par un conseil municipal (Consejo municipal), qui a les caractéristiques de délibératif et normatif. Il est composé d'un maire (alcalde), un syndic, représentant légal (sindico) et un nombre de conseillers propriétaires (regidores) proportionnel à la population et 4 suppléants.
La proportion du nombre de conseillers est de :
- 2 dans les communes en-dessous de 10 000 habitants.
- 4 dans celles comptant entre 10 000 et 20 000 habitants.
- 6 dans celles comptant entre 20 000 et 50 000 habitants.
- 8 dans celles qui comptent entre 50 000 et 100 000 habitants.
- 10 dans celles de plus de 100 000 habitants.

Les membres des conseils municipaux doivent être à la fois âgés d'au moins 21 ans et résidents de la commune.
Directement élus, les conseillers municipaux ont un mandat de trois ans et peuvent être réélus. Les municipalités ne sont pas toutes de taille égale mais doivent avoir une population d'au moins 10 000 habitants. Les limites sont déterminées par l'Assemblée législative.
Les pouvoirs des collectivités locales sont ceux conférés par le gouvernement central. Parce que les gouverneurs de département sont nommés par le président, leur indépendance est discutable. Malgré leur statut d'élus, les pouvoirs des élus municipaux sont également limités dans certains domaines clés. L'exemple le plus flagrant est la fiscalité.
Bien que les conseils municipaux soient autorisés à proposer des impôts locaux et des taux d'imposition, seule l'Assemblée législative a le pouvoir de prélever les impôts. Par conséquent, tous les fonds utilisés par les conseils sont affectés et décaissés par l'assemblée, mais ces fonds sont affectés au budget et ne sont pas incorporés dans le fonds général du gouvernement central.
Parmi les tâches reléguées aux conseils municipaux en vertu du code municipal salvadorien figure la tenue d'assemblées municipales (cabildos abiertos) au moins une fois tous les trois mois.
Il est interdit au conseil d'agir contre l'opinion majoritaire exprimée lors des assemblées municipales. Les conseils municipaux accordent également une reconnaissance légale (personalidad juridica) aux associations communales dans leurs municipalités. Les conseils sont tenus de rencontrer périodiquement les représentants des associations communales et de les consulter sur la nomination des représentants aux commissions consultatives et autres commissions locales. Les conseils publient également des ordonnances et des règlements locaux.

## Organisation territoriale
Les communes sont subdivisées en une agglomération qui est le chef-lieu de la commune et divers cantons qui compromettent sa population rurale. Les cantons sont composés de Caseríos.